# مزایای بازنشستگی

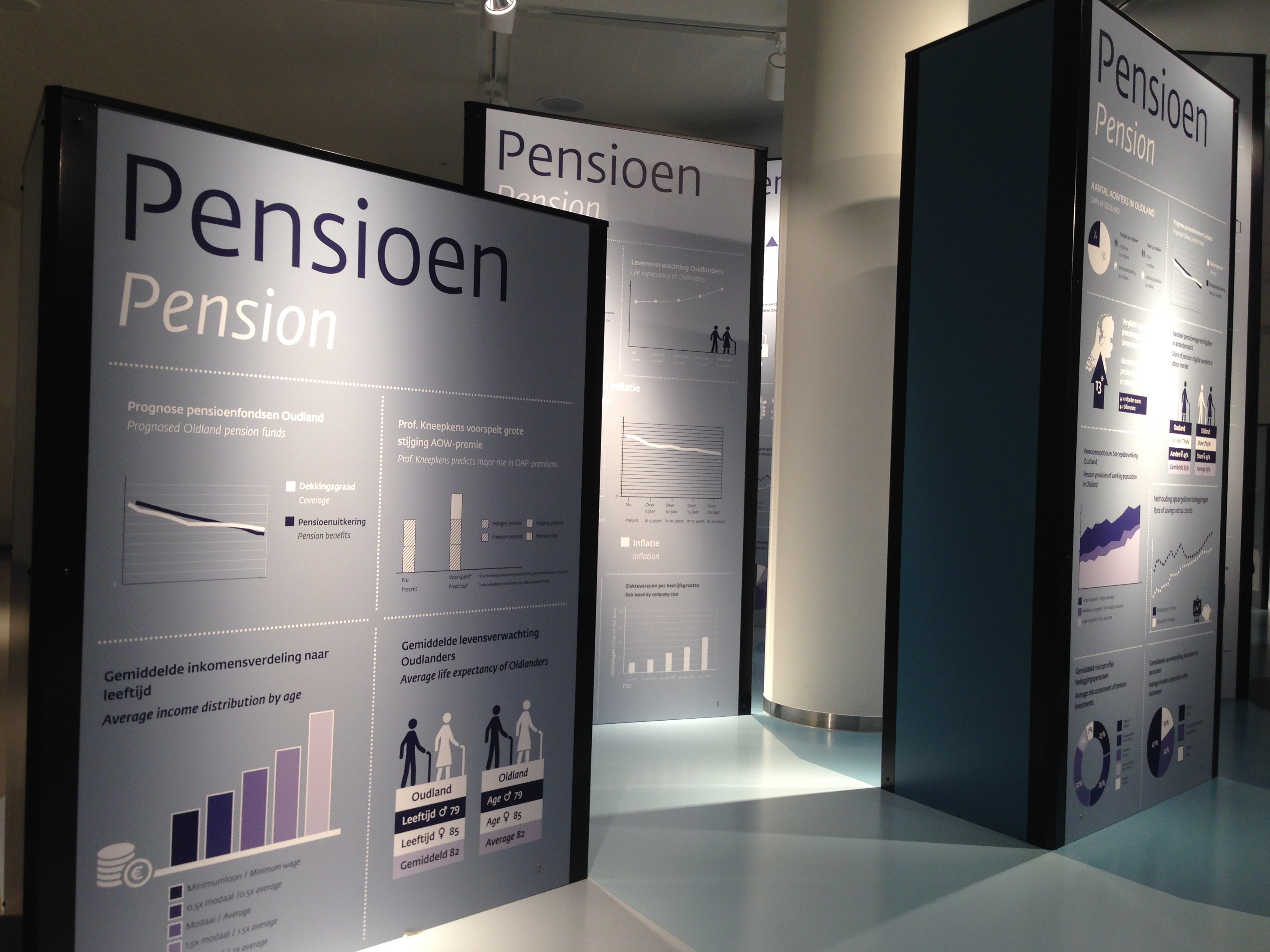
نمایشگاه در بانک ملی مرکز بازدیدکنندگان هلند

مزایای بازنشستگی عبارت است؛ از حقوق بازنشستگی و سایر مستمری‌هایی؛ که به موجب مقررات طرح مزایای بازنشستگی انتظار می‌رود باتوجه به سنوات خدمت گذشته اعضا؛ به آنان پرداخت شود.

## نحوه محاسبه حقوق بازنشستگیسازمان بازنشستگی کشوری
در محاسبه حقوق بازنشستگی، سابقه‌ای که کسور بازنشستگی آن پرداخت شده یا تعهد پرداخت شده‌است ملاک قرار می‌گیرد.
متغیر تأثیرگذار دیگر در میزان حقوق بازنشستگی، معدل حقوق و مزایای مشمول کسر حق بیمه یا کسور بازنشستگی در چند سال آخر خدمت می‌باشد.
در حال حاضر این معدل جهت مشترکین صندوق بازنشستگی کشوری حسب قوانین ذی‌ربط بر مبنای دریافتی ۲ سال آخر با اعمال آخرین ضریب حقوقی سال بازنشستگی در نظر گرفته می‌شود.

## محاسبه حقوق بازنشستگانسازمان تأمین اجتماعی
براساس ماده ۳۱ قانون برنامه پنجم توسعه، سازمان تأمین اجتماعی مکلف شده حقوق و دستمزد بازنشستگان را در صورت افزایش غیرعادی حقوق آن‌ها در ۲ سال پایانی کار، طبق حقوق ۵ سال آخر محاسبه کند. با این حال در قانون برنامه ششم توسعه این مطلب حذف شد و در ماده ۸۲ تأکید شد که «برقراری مستمری بازنشستگان برای کلیه بیمه‌شدگان صندوق‌های بازنشستگی (اعم از کشوری، لشکری، تأمین اجتماعی و سایر صندوق‌های بازنشستگی دستگاه‌ها، نهادها و بانکها) بر مبنای میانگین دو سال آخر دریافتی که دارای کسور بازنشستگی می‌باشد [است]».
بنابراین بر اساس قوانین موجود، محاسبه حقوق (مستمری) بازنشستگی در سازمان تأمین اجتماعی بر اساس فرمول زیر انجام می‌شود:
حقوق (مستمری) بازنشستگی = (تعداد سال‌های پرداخت حق بیمه تقسیم بر عدد ۳۰) × (متوسط دستمزد مشمول کسر حق بیمه طی دو سال آخر بیمه‌پردازی).
برای مثال اگر فردی در سال ۱۳۹۰ دستمزدی معادل ۱۱۰ ریال و در سال ۱۳۹۱ دستمزدی معادل ۱۳۰ ریال داشته باشد و در ابتدای سال ۱۳۹۲ بازنشسته شود و همچنین ۲۵ سال سابقه پرداخت حق بیمه (کسور) داشته باشد، حقوق (مستمری) وی برابر خواهد بود با
حقوق (مستمری) = ([۱۱۰+۱۳۰] تقسیم بر ۲) × (۲۵ تقسیم بر ۳۰) = ۱۰۰ ریال.